# WTA Bayonne 1989
Il  WTA Bayonne 1989 è stato un torneo di tennis giocato sul sintetico indoor. È stata la 1ª edizione del torneo, che fa parte della categoria Tier V nell'ambito del WTA Tour 1989. Si è giocato a Bayonne in Francia dal 16 al 22 ottobre 1989.

## Campionesse

### Singolare
Katerina Maleeva ha battuto in finale  Conchita Martínez con il punteggio di 6–2, 6–2

### Doppio
Manon Bollegraf /  Catherine Tanvier hanno battuto in finale  Raffaella Reggi /  Elna Reinach con il punteggio di 7–6, 7–5